# Далга Арена (стадион)
Стадион „Далга Арена“ е многофункционален стадион в Мардакан в столичния Хазарски район, Азербайджан, отстоящ на 30 километра от столицата Баку.
Построен е през 2001 г. 
Приема домакинските мачове на отбора на ФК „Раван“ (Баку), както и на националния отбор по футбол на Азербайджан. На него са играни мачове от квалификационните кръгове на турнира на Лига Европа през 2012 г.